# Letter to My Daughter
Letter to My Daughter é o terceiro livro de ensaio da escritora e poetisa afro-americana Maya Angelou lançado em 2009. Nesta época, a autora já havia produzido outras duas obras de ensaio, vários volumes de poesia e seis autobiografias. Era reconhecida e altamente respeitada como porta-voz dos negros e das mulheres e se tornou "uma grande voz autobiográfica da época". Ela não tinha filhas, mas foi inspirada a escrever Letter enquanto passava por vinte anos de anotações e ideias de ensaios, algumas das quais foram escritas para sua amiga Oprah Winfrey. Ademais, escreveu o livro para milhares de mulheres que a viam como uma figura materna e para compartilhar a sabedoria adquirida ao longo de sua longa vida.
Letter consiste em 28 ensaios curtos, que incluem alguns poemas e um discurso de formatura, e é dedicada à "filha que ela nunca teve". As críticas ao livro foram geralmente positivas; a maioria dos críticos reconheceu que o livro estava cheio da sabedoria de Angelou e que parecia palavras de conselho de uma avó ou tia amada. Um crítico achou os ensaios do livro tanto caseiros quanto "piegas".

## Antecedentes
Letter to My Daughter é o terceiro livro de ensaios de Maya Angelou. Ela publicou vários volumes de poesia, incluindo Just Give Me a Cool Drink of Water 'fore I Diiie (1971), que foi indicado ao Prêmio Pulitzer. Seu poema, "On the Pulse of Morning", foi recitado na posse do presidente Bill Clinton em 1993, tornando-a a primeira poetisa a fazer uma recitação inaugural desde Robert Frost na posse de John F. Kennedy em 1961. Em 2009, quando Letter foi publicado, a poetisa havia publicado seis de seus sete capítulos de sua série de autobiografias. Sua sexta autobiografia, A Song Flung Up to Heaven (2002), foi considerada sua última autobiografia até o lançamento de sua sétima autobiografia, Mom & Me & Mom, em 2013, aos 85 anos.

Eu dei à luz uma criança, um filho, mas tenho milhares de filhas. Vocês são negras e brancas, judias e muçulmanas, asiáticas, falantes de espanhol, nativas da América e das ilhas Aleutas. Vocês são gordas e magras, lindas e feias, gays e héteros, cultas e iletradas, e estou falando com todas vocês.

Angelou no prefácio de Letter to My Daughter.
Na época em que Letter foi publicada, Angelou havia se tornado reconhecida e altamente respeitada como porta-voz dos negros e das mulheres. De acordo com as palavras da acadêmica Joanne Braxton, "sem dúvida (...) A autobiógrafa negra mais notável da América". Além disso, também se tornou, como afirmou o crítico Richard Long, "uma grande voz autobiográfica da época". Ela foi uma das primeiras escritoras afro-americanas a discutir publicamente sua vida pessoal e uma das primeiras a se usar como personagem central em seus livros. O escritor Julian Mayfield, que intitulou sua primeira autobiografia, I Know Why the Caged Bird Sings como "uma obra de arte que escapa à descrição", afirmou que os volumes de Angelou criaram um precedente não apenas para outras escritoras negras, mas para o gênero de autobiografia como um todo.

## Descrição geral
Angelou surgiu com Letter to My Daughter, que se tornou um best-seller do New York Times, enquanto revisava velhas caixas de anotações e papéis cheios de conceitos para futuros livros e poemas, que a chamou de "WIP" ("Works in Progress"). Ao encontrar vinte anos de notas escritas para sua amiga Oprah Winfrey, percebeu que deveria colocar os ensaios que eles inspiraram em um livro para que outros pudessem lê-los. Embora não tivesse filhas e tivesse dado à luz um filho (Guy Johnson), que a definiu de "a melhor coisa que já me aconteceu na minha vida", muitas mulheres na carreira da escritora a viam como uma figura materna. A poetisa escreveu Letters para falar com essas mulheres e compartilhar com elas a sabedoria que adquiriu ao longo de sua longa vida. De acordo com o escritor Gary Younge, do periódico The Guardian, a maioria dos ensaios "termina com o tipo de sabedoria que, dependendo do seu gosto, se qualifica como caseira ou piegas". Por exemplo, ela usa o que foi chamado de sua declaração mais famosa, ao falar da artista cubana Celia Cruz: "Somos mais parecidos do que diferentes". Embora a autora desconsidere a ideia quando ele a traz à tona, Younge acha que Letter soa como uma despedida prolongada; em sua introdução de 500 palavras, pois menciona a morte duas vezes.

Nunca se lamente. Lamentos fazem com que um animal saiba que há uma vítima nas imediações.

Angelou no prefácio de Letter to My Daughter.
Letter consiste em 28 "epístolas curtas", que incluem alguns poemas e um discurso de formatura, e é dedicada à "filha que ela nunca teve". Angelou agradece a várias mulheres em sua página de dedicação, dividida em três grupos. O primeiro grupo de cinco mulheres, entre elas a sua avó Annie Henderson e sua mãe Vivian Baxter, define-as como "(...) algumas mulheres que me cuidaram em dias escuros e claros". O segundo grupo tem apenas um nome, Dra. Dorothy Height, "(...) uma mulher que me permite ser filha dela, ainda hoje". O grupo final é o maior, composto por doze mulheres, a quem chama de “mulheres que não nasceram para mim, mas que me permitem ser mães”. O grupo inclui Winfrey, Gayle King, sua sobrinha Rosa Johnson Butler, sua assistente Lydia Stuckey e a cantora gospel Valerie Simpson.

## Recepção e crítica
Em sua resenha de Letter to My Daughter, Younge afirma: "Em alguns momentos do livro, ela soa como uma parente idosa, perturbada com os modos rebeldes dos jovens", mas também diz que Angelou parece ter "sobrevivido à necessidade de convenção social ". A Kirkus Reviews encontra "sabedoria antiquada" no livro e o chama de "um volume fino repleto de pepitas nutritivas de sabedoria". A crítica Karen Algeo Krizman diz que a autora "entrega com sua paixão e fogo característicos" e que, embora os ensaios sejam "fáceis de assimilar durante breves momentos de silêncio", eles têm uma mensagem poderosa. Laura L. Hutchison, do The Fredicksburg Free Lance-Star, alega que Letter é "escrita no belo estilo poético de Angelou" e define os ensaios por "conselhos de uma tia ou avó amada, cuja sabedoria você sabe que foi conquistada". Hutchinson também afirmou que o livro traria novos leitores para a poetisa, e que seu público atual iria lê-lo e relê-lo. As psicólogas Eranda Jayawickreme e Marie JC Forgearda chamaram o ensaio Letter to My Daughter de "iluminadores" e o utilizaram como um texto não científico e interdisciplinar — para ensinar psicologia positiva. Victoria Brownworth do jornal The Baltimore Sun, que compara o trabalho dela com outros poetas notáveis como Walt Whitman, observa que, ao ler a obra Letter, "não se pode deixar de ficar impressionada com o quanto Angelou superou e até onde ela chegou". A jornalista afirma que, apesar das experiências angustiantes e complexas da escritora e das barreiras que teve que superar, estava "cheia de vida e generosidade e um profundo desejo de passar sua história para outras jovens". Brownworth chama a prosa da autora de "coloquial e do coração". Ademais, também compara a "narrativa fluida" da autora à história oral e conclui: "Os núcleos de percepção e, sim, a sabedoria neste pequeno volume permanecerão com o leitor por muito tempo".